# Edmund Pendleton Gaines
Edmund Pendleton Gaines (20 de marzo de 1777-6 de junio de 1849) fue un oficial de ejército de los Estados Unidos que destacó durante la Guerra de 1812, las Guerras semínolas y la Guerra de Halcón Negro. 

## Biografía
Gaines nació en el Condado de Culpeper, Virginia el 20 de marzo de 1777. Le llamaron así por su tío abuelo Edmund Pendleton, que fue líder político de Virginia durante la Revolución. El padre de Edmund, James, había sido el capitán de una compañía en las fuerzas americanas durante la Guerra de Independencia de los Estados Unidos, después de la guerra su familia se mudó a Carolina del Norte donde su padre trabajó como run representante estatal. Se alistó en el ejército en 1799 y hacia 1807 fue nombrado teniente.

## Territorio de Misisipi
A principios de los años 1800, Gaines inspeccionó rutas y fronteras en el Territorio de Misisipi incluyendo partes del Natchez Trace. En 1807, Gaines era el comandante del Fuerte Stoddert. Durante este tiempo, detuvo a Aaron Burr y declaró en su proceso. Gaines también inspeccionó la ruta que de la actual porción del camino Gaines desde el río Tennessee a la ciudad Cotton Gin Port, Misisipi. Se tomó un permiso para descansar y ejercer de abogado.

## Guerra anglo-estadounidense de 1812
Durante la Guerra de 1812, Gaines volvió al ejército y fue ascendido a comandante del 8.º Regimiento de Infantería estadounidense y en julio de 1812 ascendió a teniente coronel en el 24.º Regimiento de la Infantería estadounidense. En 1813, ascendió a coronel y se distinguió al mando del 25.º Regimiento de la Infantería en la Batalla de Crysler's Farm. Llegó a ser capitán general y estuvo con el ejército del general William Henry Harrison en la Batalla del Támesis. Fue ascendido a general de brigada el 9 de marzo de 1814 y puesto al mando del Fuerte Erie.
El general Jacob Brown fue herido en la Batalla de Lundy's Lane y cuando el Ejército de los Estados Unidos del Niágara regresó al fuerte, el mando pasó a Gaines. En el Sitio de Fort Erie Gaines estaba al mando de las fortificaciones, el 15 de agosto de 1814, cuando un asalto británico fue rechazado sangrientamente. Por esta victoria —la Primera Batalla de Fort Erie—, Gaines fue galardonado con el Gracias del Congreso, una Medalla de Oro, y un ascenso temporal a comandante general. El general Gaines fue gravemente herido por fuego de artillería y el General Brown, ya recuperado, volvió al mando. La herida de Gaines terminó con su carrera militar activa hasta el final de la guerra, pero mantuvo el mando del Distrito Militar Número 6.
En julio de 1816 participó en la invasión de Florida española del general Jackson. Partiendo de Nueva Orleans, la flota se encaminó al fuerte Scott de Georgia siguiendo el curso del río Apalachicola. El fuerte de Negros (condado de Franklin) fuer arrasado, causando la muerte a más de doscientos cincuenta de sus habitantes semínolas.

## Los asuntos indígenas
Al final de la guerra, Gaines fue enviado como comisario para tratar con los indios creek. El general al mando de Estados Unidos, Jacob Brown, murió en 1828, y Gaines fue uno de los dos generales rango que podría haber sido considerado para el puesto. Sin embargo, él y el otro general, Winfield Scott, habían discutido en público entre sí, y Alexander Macomb fue elegido sobre los dos. Mandó el Departamento Militar occidental durante la Guerra de Halcón Negro. Todavía estaba al mando del departamento durante las Guerras semínolas en el que él, personalmente, dirigió una expedición. En la Batalla de Ouithlacoochie fue herido en la boca.
En 1830, Gaines se opuso a la política del presidente Andrew Jackson de la expulsión de los indios.

## Frontera Suroeste
En 1836, fue puesto al mando del Distrito Militar del Suroeste. Se le dio instrucciones para fortificar la frontera del Territorio de Luisiana y Texas en el caso de que el ejército mexicano pudiese amenazar territorio de los Estados Unidos. También le dieron órdenes de poner guardias que impidisen a cualquier soldado estadounidense cruzar a Texas y luchar en la rebelión. Él estaba al mando de la División occidental del Ejército durante el estallido de la guerra mexicano-estadounidense. Fue reprendido por el gobierno de los Estados Unidos por sobrepasar su autoridad al llamar voluntarios para el ejército de Luisiana de Zachary Taylor. Sin embargo, llamó a voluntarios de otros estados del suroeste y fue procesado en una Corte marcial, pero fue capaz de defenderse con éxito.

## Vida retirada
En los años durante y después de la guerra mexicano-estadounidense, Gaines estaba al mando de una serie de distritos militares. Estaba al mando de la División del Oeste, cuando murió en Nueva Orleans, Luisiana el 6 de junio de 1849. Fue enterrado en el Cementerio Church Street en Mobile (Alabama).

## Legado
Varias ciudades fueron nombradas en su honor, como Gainesvilles en Florida, Texas y Georgia; el municipio de Gaines (Míchigan), y Gainesboro (Tennessee). También se puede encontrar el nombre de Gaines en las calles de Tallahassee, Davenport (Iowa) y el Fuerte Gaines, un fuerte histórico en Dauphin Island, en Alabama.